# Christian Friedrich (Stolberg-Wernigerode)

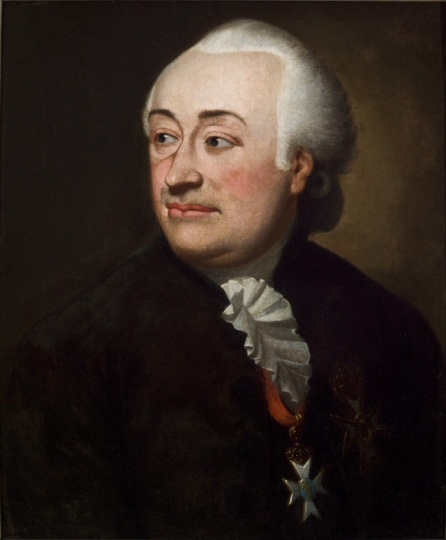
Christian Friedrich Graf zu Stolberg-Wernigerode, Gemälde von Karl Christian Kehrer, 1795, Gleimhaus Halberstadt

Graf Christian Friedrich zu Stolberg-Wernigerode (* 8. Januar 1746 auf Schloss Wernigerode; † 26. Mai 1824 auf Schloss Peterswaldau, Kreis Reichenbach/Eulengebirge, Provinz Schlesien) folgte 1778 seinem Vater als Regent über die seit 1714 unter preußischer Oberhoheit stehenden Grafschaft Wernigerode.

## Leben
Graf Christian Friedrich war der einzige Sohn von Graf Heinrich Ernst zu Stolberg-Wernigerode und der Prinzessin Christiane Anna von Anhalt-Köthen. Er stammt aus dem Grafengeschlecht zu Stolberg.
Während seiner Studienzeit in Halle (Saale) von 1764 bis 1767 wurde er in der Loge Zu den drei Degen als Freimaurer aufgenommen, im Sommer 1767 erhielt er in der Leipziger Loge den vierten und später den fünften Grad.
Graf Christian Friedrich war bis 1796 Domdechant zu Halberstadt und Propst zu Walbeck, Ritter des königlich-preußischen Roten (1797) und des Schwarzen Adlerordens (1803) sowie des Johanniterordens. Der Ritterschlag zum Johanniter erfolgte 1790 durch Prinz August Ferdinand von Preußen.
Der Graf war u. a. mit der Dichterin Anna Louisa Karsch und dem Dichter Johann Wilhelm Ludwig Gleim befreundet. Ferner war er Mitglied der von 1785 bis 1810 bestehenden Literarischen Gesellschaft Halberstadt. Ein enger Freund und Briefpartner des Grafen und seiner Frau war zudem der katholische Theologe Johann Michael Sailer, der nach seiner Entlassung in Dillingen 1794 einige Zeit beim Grafenpaar wohnte.

## Erbe
Am 8. Juni 1765 schenkte ihm der Onkel seiner Mutter, Graf Johann Erdmann von Promnitz, die Herrschaften Peterswaldau, Jannowitz und Kreppelhof in Schlesien. Durch Stiftung vom 18. Dezember 1815 überließ er als Spezialfideikommiss und Majorat, Peterswaldau seinem zweitältesten Sohn Graf Ferdinand, Jannowitz seinem drittältesten Sohn Graf Konstantin und Kreppelhof seinem jüngsten Sohn Graf Anton. Sie begründeten die schlesischen Zweige der Familie Stolberg-Wernigerode, die bis zur Vertreibung 1945 dort ansässig waren. Besitzer der Grafschaft Wernigerode wurde der älteste Sohn Henrich.

## Nachkommen
Er war verheiratet mit Gräfin Auguste Eleonore zu Stolberg-Stolberg  (* 10. Januar 1748; † 12. Dezember 1821) Tochter von Graf Christoph Ludwig zu Stolberg-Stolberg. Das Paar hatte folgende Kinder:
1. Anne (* 24. Februar 1770; † 26. Januar 1819) ⚭ (1797) Freiherr Christoph Carl Alexander Friedrich von Wylich (1753–1831), Sohn von Generalleutnant Friedrich von Wylich
2. Luise (* 24. November 1771; † 8. April 1856) ⚭ (1807) Moritz Haubold von Schönberg
3. Henrich (* 1772; † 1854) ⚭ (1799) Prinzessin Jenny von Schönburg-Waldenburg
4. Marie (* 4. Mai 1774; † 16. Juni 1810) ⚭ (1803) Fürst Heinrich LIV. Reuß zu Lobenstein (* 8. Oktober 1767; † 7. Mai 1824)
5. Ferdinand (* 18. Oktober 1775; † 20. Mai 1854) ⚭ (25. Mai 1802) Gräfin Marie Agnes zu Stolberg-Stolberg
6. Friederike (* 1776; † 1858) ⚭ (1806) Heinrich Ludwig, Burggraf und Graf zu Dohna-Schlodien
7. Ernestine (* 1778; † 1781)
8. Konstantin (* 25. September 1779; † 19. August 1817 in Karlsbad) ⚭ (30. September 1804) Freiin Ernestine von der Reck
9. Theodor (* 1783; † 1786)
10. Anton (* 1785; † 1854) ⚭ (12. Juni 1809) Freiin Luise von der Recke (1787–1874)